# El Pochote, Guanajuato
El Pochote är en ort i Mexiko.   Den ligger i kommunen Pénjamo och delstaten Guanajuato, i den centrala delen av landet, 290 km väster om huvudstaden Mexico City. El Pochote ligger 1 740 meter över havet och antalet invånare är 309.
Terrängen runt El Pochote är platt åt sydost, men åt nordväst är den kuperad. Runt El Pochote är det ganska tätbefolkat, med 111 invånare per kvadratkilometer. Närmaste större samhälle är Pénjamo, 4,4 km norr om El Pochote. Trakten runt El Pochote består till största delen av jordbruksmark.